# Hradiště (Chlum)
Hradiště (německy Radisch) je osada a část obce Chlum v okrese Česká Lípa. Nachází se asi 3,5 kilometru západně od Chlumu. Hradiště leží v katastrálním území Drchlava o výměře 3,77 km².

## Obyvatelstvo
Při sčítání lidu v roce 1921 ve vsi žilo 32 obyvatel (z toho šestnáct mužů) německé národnosti a římskokatolického vyznání. Podle sčítání lidu z roku 1930 měla vesnice 35 obyvatel s nezměněnou národnostní a náboženskou strukturou.

## Pamětihodnosti
Na parcele dosud stojícího domu čp. 8 v Hradišti stával kdysi hrad Vřísek.